# Ƣ
De letter Ƣ (kleine letter: ƣ) wordt gebruikt in de Latijnse spelling van verschillende, meestal Turkse talen, zoals het Azeri of de Ja'alif-spelling voor Tataars. De letter komt ook voor in pinyin-alfabetten van het Kazachs en Oeigoers, en in het Sovjet-Koerdische Latijnse alfabet van 1928. Het is een medeklinker die meestal klinkt als stemhebbende velaire fricatief [ɣ], maar soms ook wel gebruikt wordt als stemhebbende uvulaire fricatief [ʁ]. In alle hedendaagse spellingen komt de letter niet meer voor. Daarom wordt de letter in digitale media niet goed ondersteund. Men treft de letter onder andere aan in boeken van vóór 1983 die in de Volksrepubliek China werden gepubliceerd.